# フェリーさんふらわあ

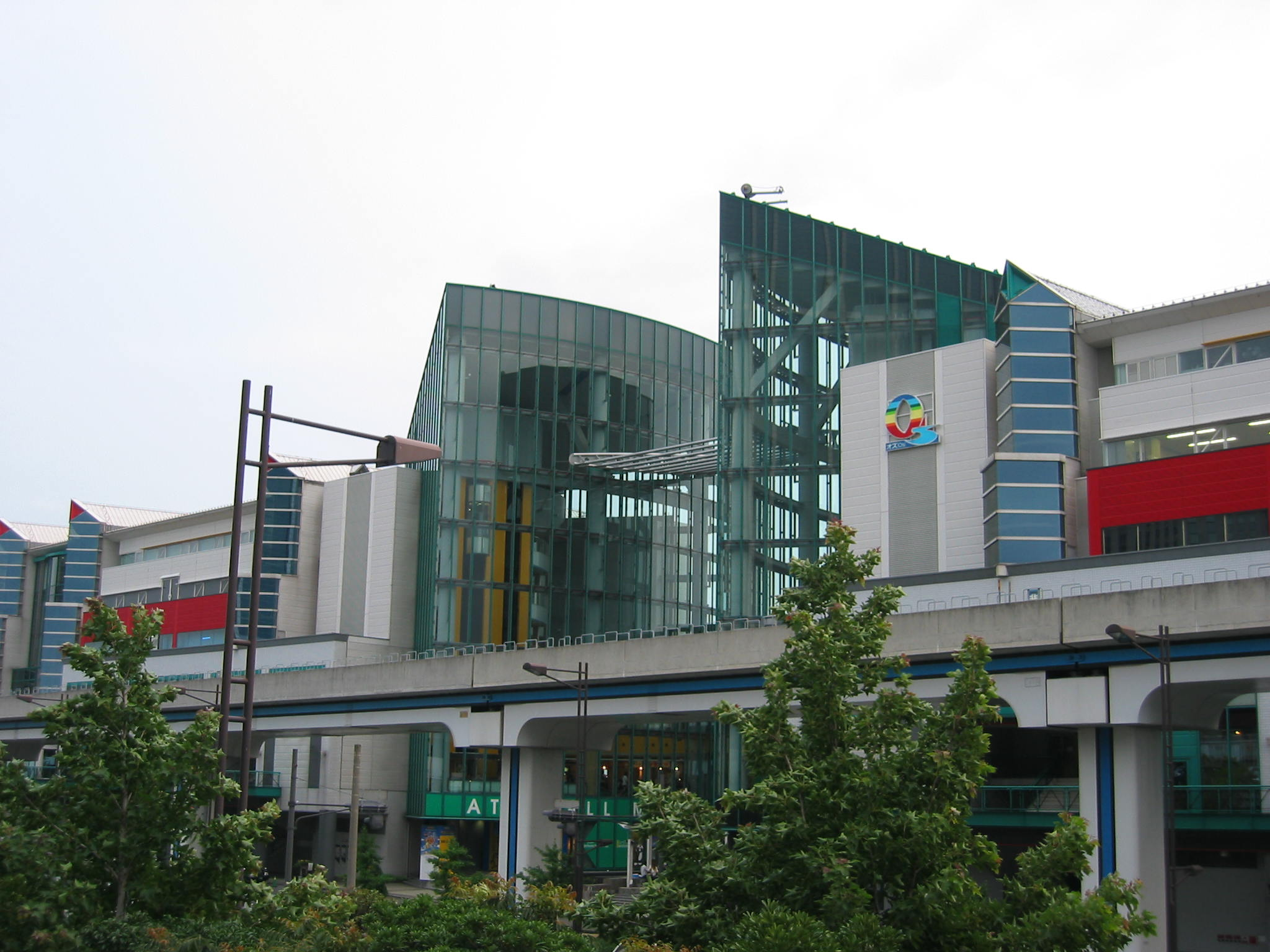
本店が入居するATCビルO'z棟
（大阪市住之江区）

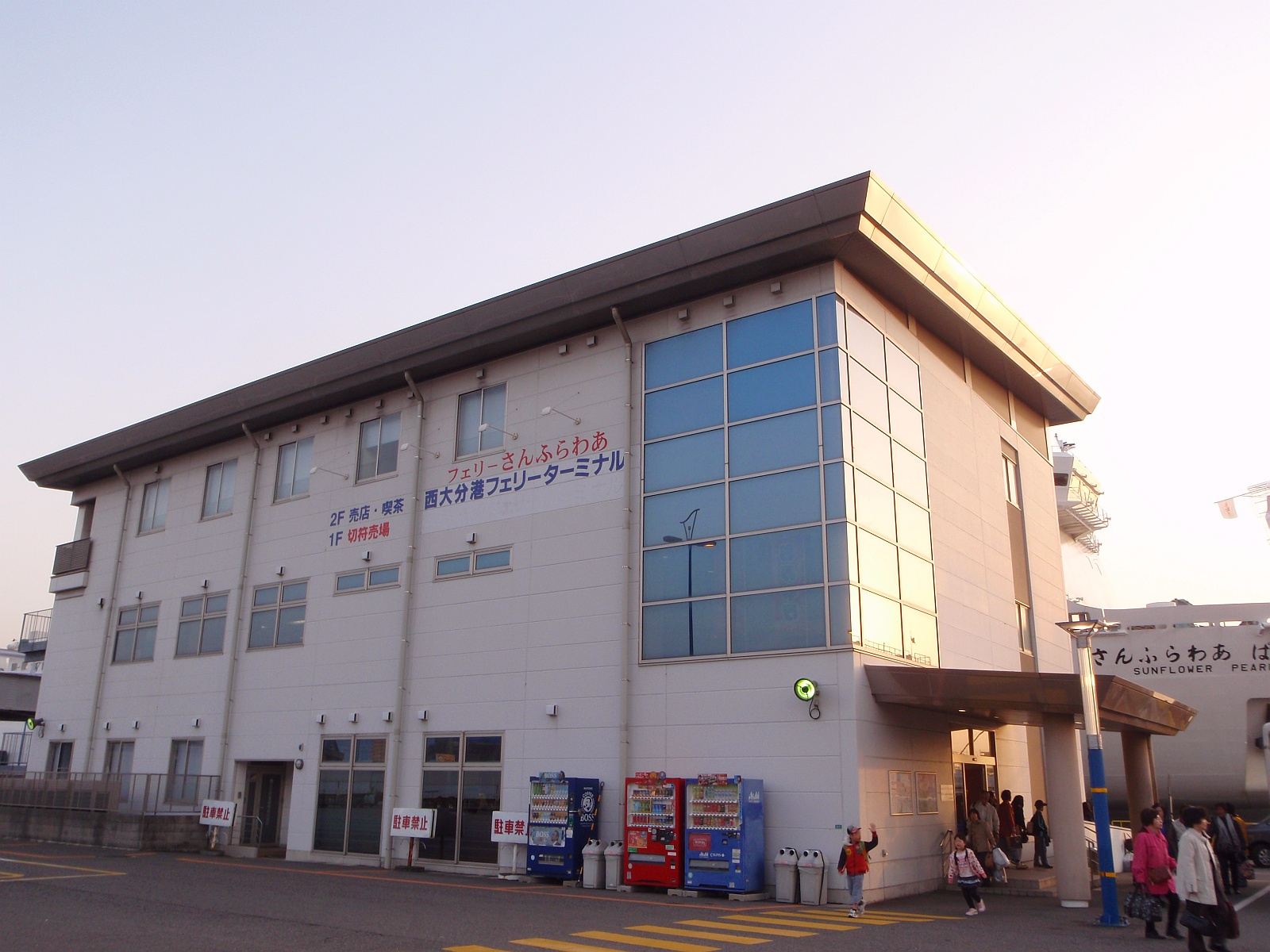
本社が存在する西大分港フェリーターミナル
（大分県大分市）

株式会社フェリーさんふらわあ（英: Ferry Sunflower Limited.）は、かつて存在した日本の海運会社。 
大分県大分市に本社、本部事務所は大阪府大阪市に置いた。2023年10月1日付けでフェリーさんふらわあは商船三井フェリーを存続会社とし合併して商船三井さんふらわあとなり、合併後は大阪本部を西日本本部としている。

## 概要
大阪商船（現・商船三井）が別府温泉の観光開発を目的として1912年（明治45年）に開設し、のちに関西汽船がフェリー化した阪神・別府航路や、ダイヤモンドフェリーが日本で2番目の長距離フェリー航路として1970年（昭和45年）に開設した神戸・大分航路、「さんふらわあ」シリーズを最初に運航していた日本高速フェリーが1974年（昭和49年）に開設した大阪・鹿児島航路を引き継ぎ、商船三井フェリーの登録商標「さんふらわあ」の船名を使用して長距離フェリーを運航している。

## 沿革
前史
- 1884年（明治17年） - 大阪商船会社（1893年より大阪商船）設立。
- 1907年（明治40年） - 大阪商船に内航部新設。
- 1912年（明治45年） - 大阪商船が阪神・別府航路を開設。「紅丸」（初代・くれないまる）就航。
- 1942年（昭和17年） - 大阪商船が内航部を分離し、瀬戸内海航路を経営する摂陽商船、阿波国共同汽船、宇和島運輸、土佐商船などとともに関西汽船を設立。
- 1968年（昭和43年） - 阪神地区の内航船会社や寄港地となる大分と愛媛の企業代表者10名が発起人となり、九四阪神フェリーを設立。
- 1969年（昭和44年） - 九四阪神フェリーがダイヤモンドフェリーに社名変更。
- 1970年（昭和45年） - ダイヤモンドフェリーが神戸・大分航路で営業開始、同年松山寄航開始。日本高速フェリー設立。
- 1974年（昭和49年） - 日本高速フェリーが開設した大阪・鹿児島航路に「さんふらわあ11」が就航。
- 1984年（昭和59年） - 関西汽船の阪神・別府航路に「さんふらわあ」「さんふらわあ2」が就航。
- 1990年（平成2年） - 大阪・鹿児島航路をブルーハイウェイラインが継承。
- 2000年（平成12年） - ブルーハイウェイラインが大阪・志布志（鹿児島）航路を分社化し、ブルーハイウェイライン西日本を設立。

共同運航時代
- 2005年（平成17年） - ダイヤモンドフェリーと関西汽船が営業組織を統合し、「フェリーさんふらわあ」（共同運航センター）を設立
- 2006年（平成18年） - 西大分港の再開発に伴い、大分港のフェリーターミナルを移転。
- 2007年（平成19年） - ダイヤモンドフェリーがブルーハイウェイライン西日本と合併し、大阪・志布志航路を継承。
- 2009年（平成21年）
  - 10月23日 – 商船三井の100%子会社として株式会社フェリーさんふらわあを設立。共同持株会社としてダイヤモンドフェリーと関西汽船の株式を移転し子会社化。
  - 11月1日 – 両社の営業業務を引き継ぎ、営業を開始する。
- 2011年（平成23年）10月1日 – 子会社のダイヤモンドフェリーと関西汽船を合併する。

単体企業時代
- 2012年（平成24年）
  - 3月1日 - 統合以前からの会員組織「ひまわりカード」「瀬戸内海倶楽部」「さんふらわあカード」を統合する形で「Clubさんふらわあ」開始[6]。
  - 5月28日 – 旧大阪商船によって開設された阪神・別府航路が開設100周年を迎える。
- 2013年（平成25年）3月31日 - 小倉 - 松山航路を運航終了し撤退。翌日より松山・小倉フェリーに航路を継承。
- 2014年（平成26年）3月15日 - 志布志港フェリーターミナルの改装を完了[7]。
- 2017年（平成29年）
  - 1月31日 - 大阪 - 志布志航路の大阪側ターミナルを南港かもめフェリーターミナルからコスモフェリーターミナルへ移転、アジア太平洋トレードセンター隣接地に志布志航路用の第2ターミナルを設置。[8]。
  - 9月29日 - 大阪市港湾局の提案型ネーミングライツ制度第一号として、大阪南港コスモフェリーターミナルの命名権を10年間取得し10月1日より「さんふらわあターミナル（大阪）」と命名[9]。
  - 12月15日 - 2018年8月29日 - 「さんふらわあ ぱーる」が機関故障のため長期運休[10][11]。
- 2018年（平成30年）
  - 4月27日 - 大阪 - 志布志航路「さんふらわあ さつま」（2代目）の船名を「さんふらわあ さつま1」に変更[12]。
  - 5月15日 - 大阪 - 志布志航路に「さんふらわあ さつま」（3代目）就航[13]。
  - 5月17日 - 8月26日 - 神戸 - 大分航路「さんふらわあ ぱーる」長期運休の代替として、「さんふらわあ さつま1」を用い神戸 - 別府間の臨時航路を運航[14][11]。
  - 9月15日 - 大阪 - 志布志航路に「さんふらわあ きりしま」（2代目）が就航[13][15]。
  - 10月2日 - 「さんふらわあ きりしま」（初代）を「さんふらわあ きりしま1」に改名のうえ機関トラブルの代船として使用。
  - 12月16日 - 機関トラブルの代船として使用されていた「さんふらわあ きりしま1」が引退。
- 2019年（平成31年/令和元年）
  - 4月23日 - 公式ウェブサイトと大阪南港第1ターミナルのデジタルサイネージに、フェリー業界で初の人工知能案内サービス「AIさくらさん」を導入[16]。
  - 5月 - 「さんふらわあ さつま」「さんふらわあ きりしま」がシップ・オブ・ザ・イヤー2018大型客船部門賞を受賞[17]。
  - 10月18日 - 大阪南港第1ターミナル待合所のリニューアルを完了[18]。
- 2020年（令和2年）
  - 3月2日 - 新型コロナウイルス感染症に伴いレストラン営業を休止、軽食・弁当販売での供食とする[19]。
  - 5月2日 - 9日 - 新型コロナウイルスに伴い大阪 - 別府航路を一時休止。
- 2021年（令和3年）7月20日 - レストラン通常営業を再開[20]。
- 2022年（令和4年）
  - 2月7日 - 本部を神戸市六甲アイランドから大阪市アジア太平洋トレードセンターO'z棟に移転[21]。
  - 4月1日 - Web予約を対象とした新ポイントサービス「さんふらわあメンバーズ」を開始[22]。
  - 6月30日 - 旧会員組織サービス「Clubさんふらわあ」終了、翌日より「さんふらわあメンバーズ」のポイント加算を開始[22]。
- 2023年（令和5年）
  - 1月13日 - 大阪 - 別府航路に新造船「さんふらわあ くれない」が就航。別府港新フェリーターミナル運用開始[23]。
  - 2月13日 - 商船三井フェリーとの合併計画を発表[24]。
  - 4月1日 - 陸運子会社であるブルーハイウェイエクスプレス九州（鹿児島市）とさんふらわあ物流（大分市）を統合し、鹿児島市にさんふらわあエクスプレスを設立[25]。
  - 4月14日 - 大阪 - 別府航路に新造船「さんふらわあ むらさき」が就航[26]。
  - 5月11日 - 「さんふらわあ くれない」がシップ・オブ・ザ・イヤー2022大型客船部門賞を受賞[27]。
  - 6月5日 - 新会社の社名「株式会社商船三井さんふらわあ」（英：MOL Sunflower Ltd.）を発表[28]。
  - 10月1日 - 商船三井フェリーに吸収合併され「商船三井さんふらわあ」となり解散。なお合併後もウェブサイトについては九州航路のサイトとして存続。

## 航路・船舶

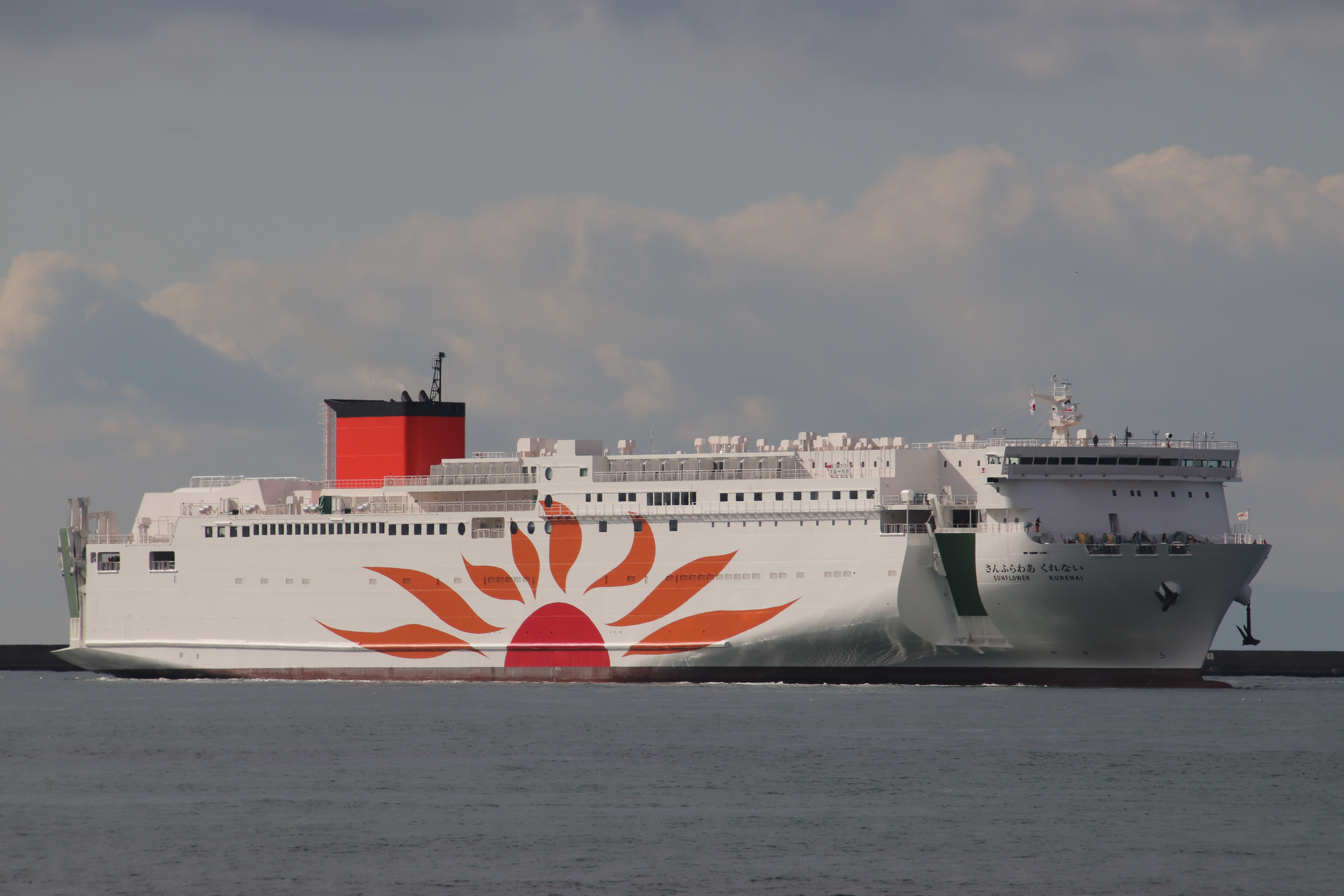
「さんふらわあ くれない」（2022年12月27日） - さんふらわあターミナル（大阪）初入港

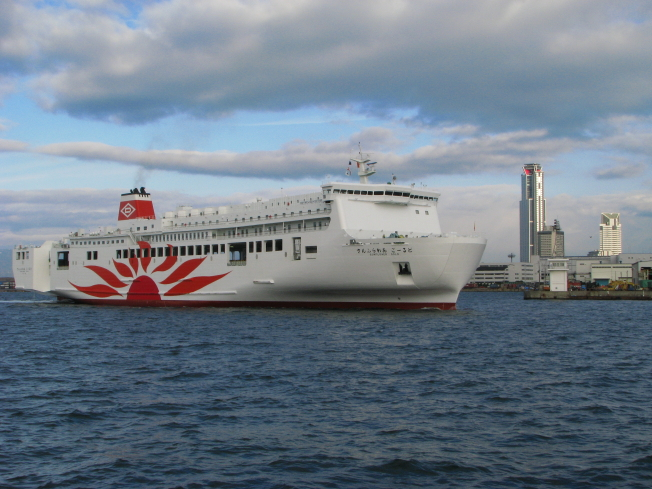
「さんふらわあ ごーるど」（ダイヤモンドフェリー時代） - 大阪南港

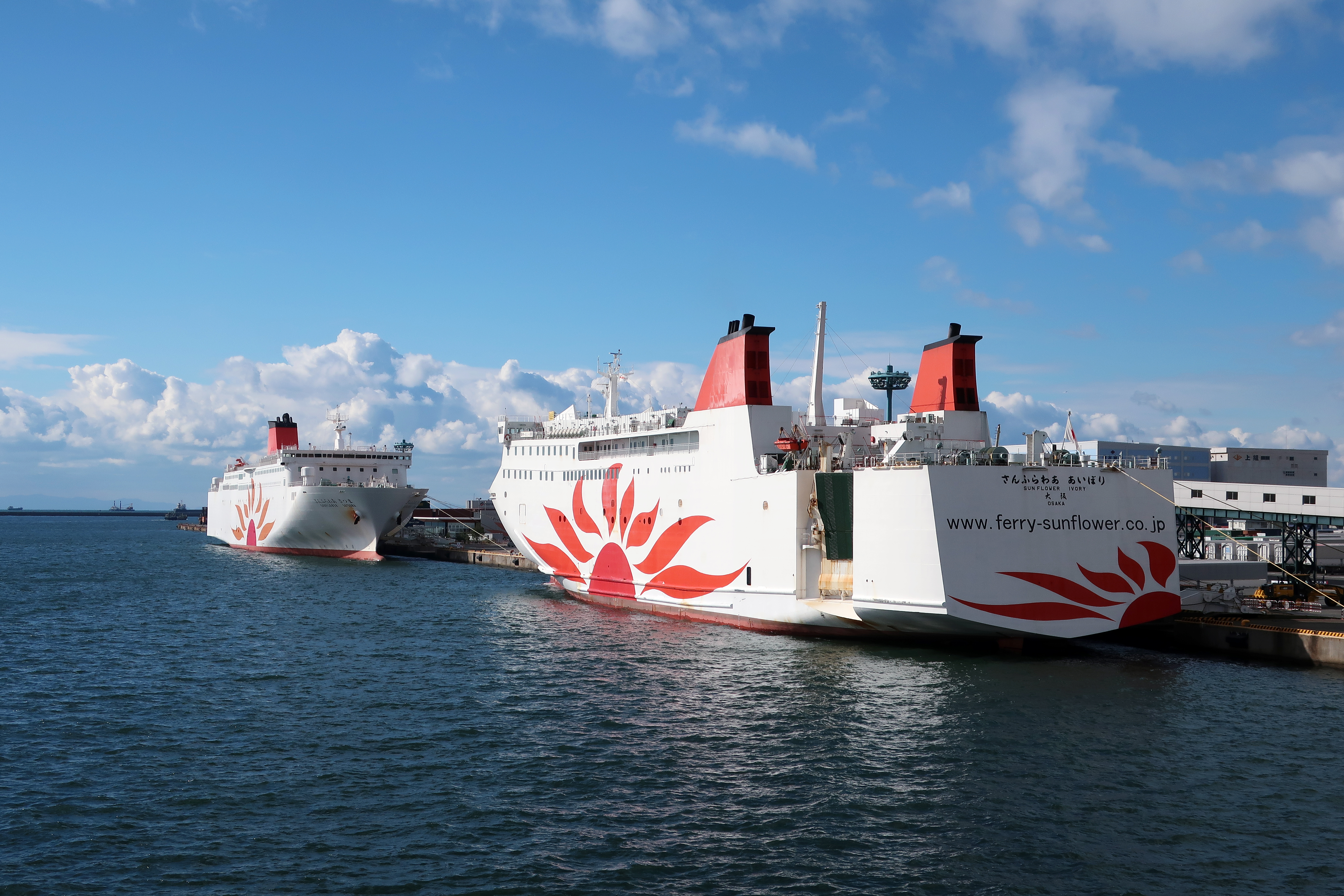
「さんふらわあ あいぼり」と「さんふらわあ さつま」 - 大阪南港

大阪 - 別府航路（大阪港 さんふらわあターミナル（大阪）第1ターミナル - 別府港 別府観光港フェリーターミナル、旧 関西汽船）
- さんふらわあ くれない[29][30]

2023年1月13日就航。17,114総トン。全長199.9m、幅28.0m、航海速力22.5ノット。
旅客定員716名。車両搭載数：13mトラック137台・乗用車80台。三菱重工業下関造船所建造。
日本初のLNG燃料フェリー。商船三井が所有しフェリーさんふらわあが借り受ける形で運航する。
- さんふらわあ むらさき[29]

2023年4月14日就航。航海速力22.5ノット、約17,300総トン、全長199.9m、幅28.0m。
旅客定員716名。車両搭載数：13mトラック137台・乗用車80台。三菱重工業下関造船所建造。
神戸 - 大分航路（神戸港 六甲アイランドフェリーターミナル - 大分港 西大分港フェリーターミナル、旧 ダイヤモンドフェリー）
- さんふらわあ ごーるど

2007年11月21日就航。11,380総トン。全長165.5m、幅27.0m、出力24,480馬力、航海速力23.2ノット。
旅客定員780名。車両積載数：トラック147台・乗用車75台。三菱重工業下関造船所建造。
- さんふらわあ ぱーる

2008年1月16日就航。以下「さんふらわあ ごーるど」と同じ。
大阪 - 志布志航路（大阪港 さんふらわあターミナル（大阪）第2ターミナル - 志布志港、旧 ブルーハイウェイライン西日本）
- さんふらわあ さつま (3代)

2018年5月15日就航。13,659総トン、全長192.0m、幅27.0m、出力17,660kW、航海速力23ノット。
旅客定員709名。車両積載数：13m大型トラック121台・乗用車（5m未満）140台。ジャパン マリンユナイテッド磯子工場建造。
- さんふらわあ きりしま (2代)[31][15]

2018年9月15日就航。以下「さんふらわあ さつま (3代)」と同じ。

### 過去に運航されていた航路・船舶

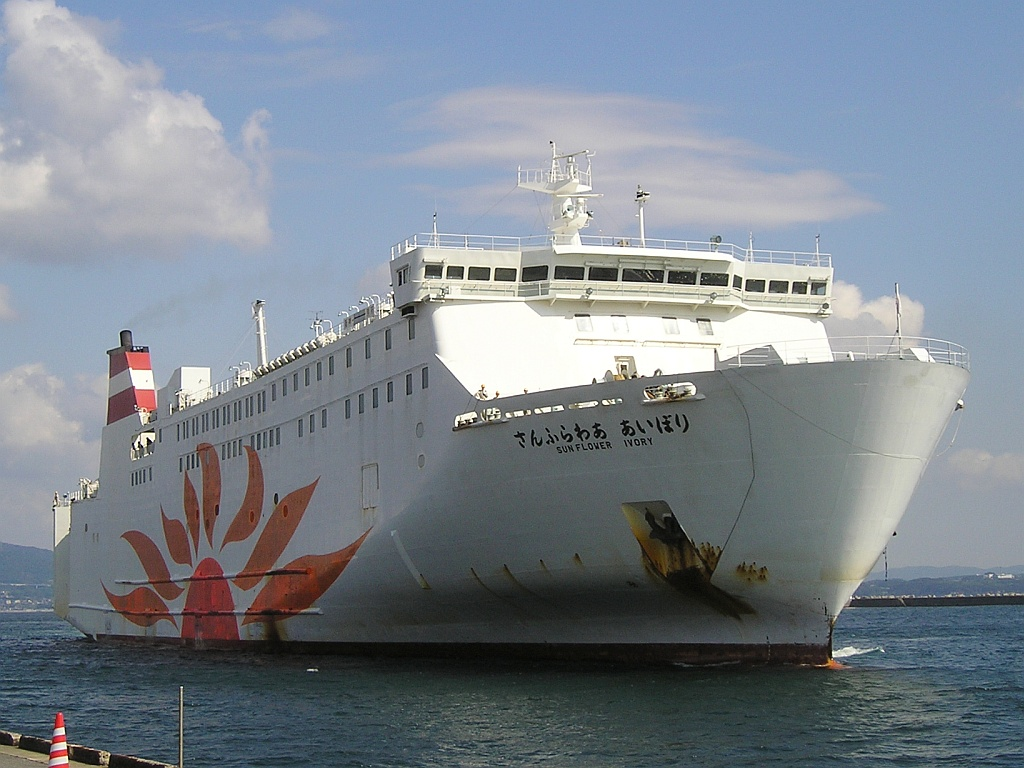
「さんふらわあ あいぼり」（関西汽船時代） - 別府国際観光港

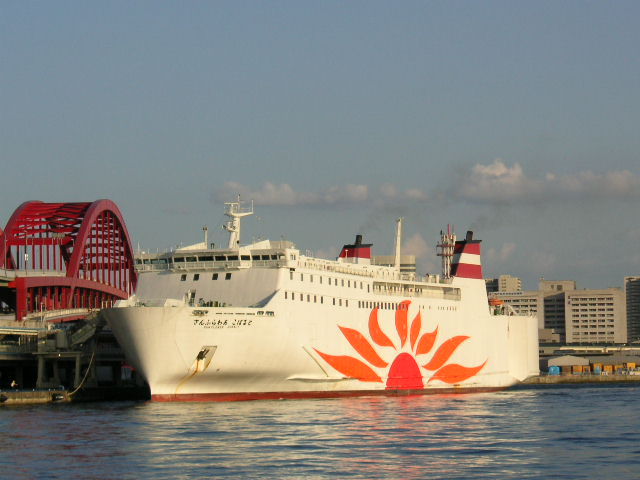
「さんふらわあ こばると」（関西汽船時代） - 神戸港ポートターミナル

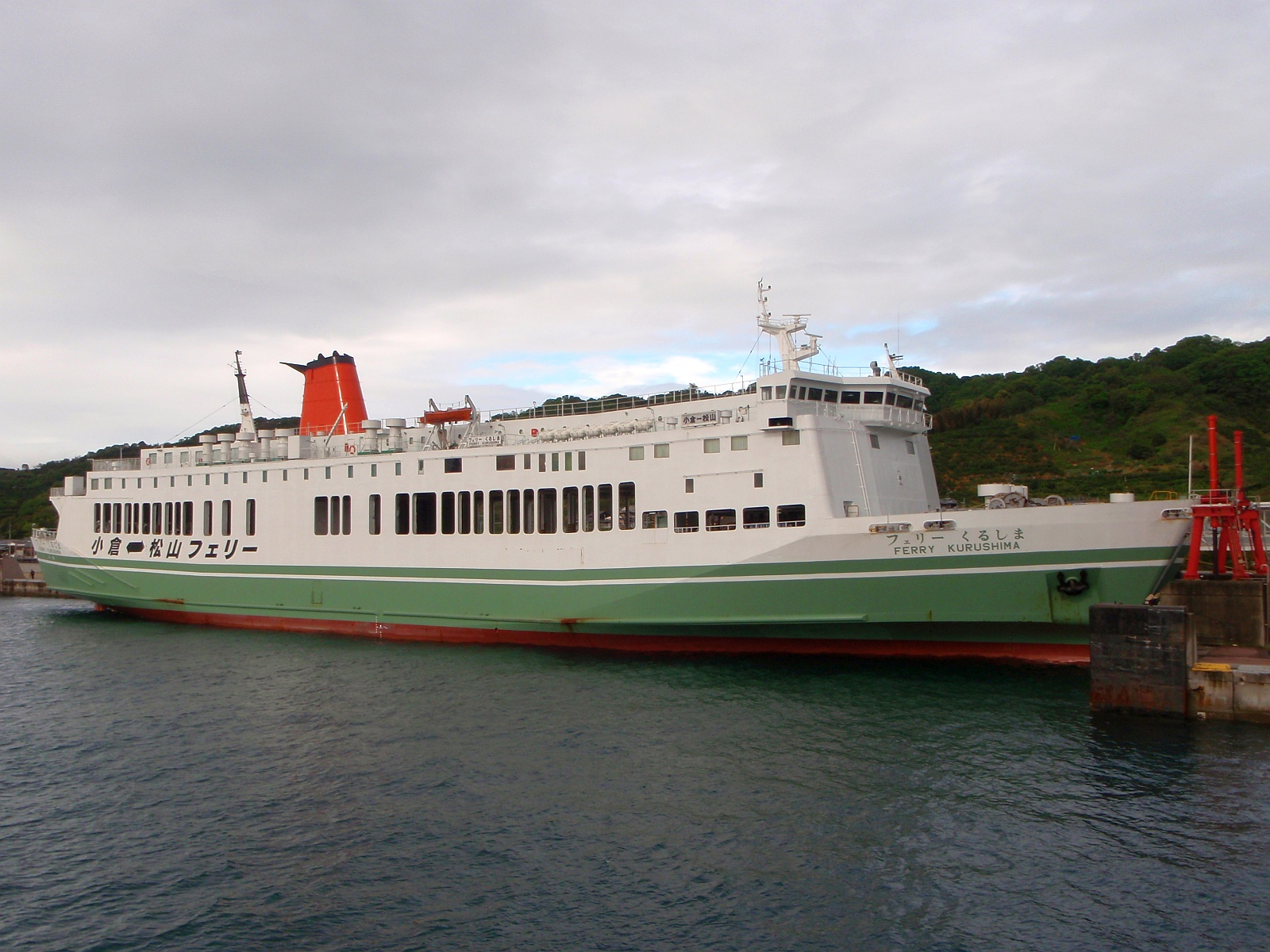
「フェリーくるしま」 - 松山港

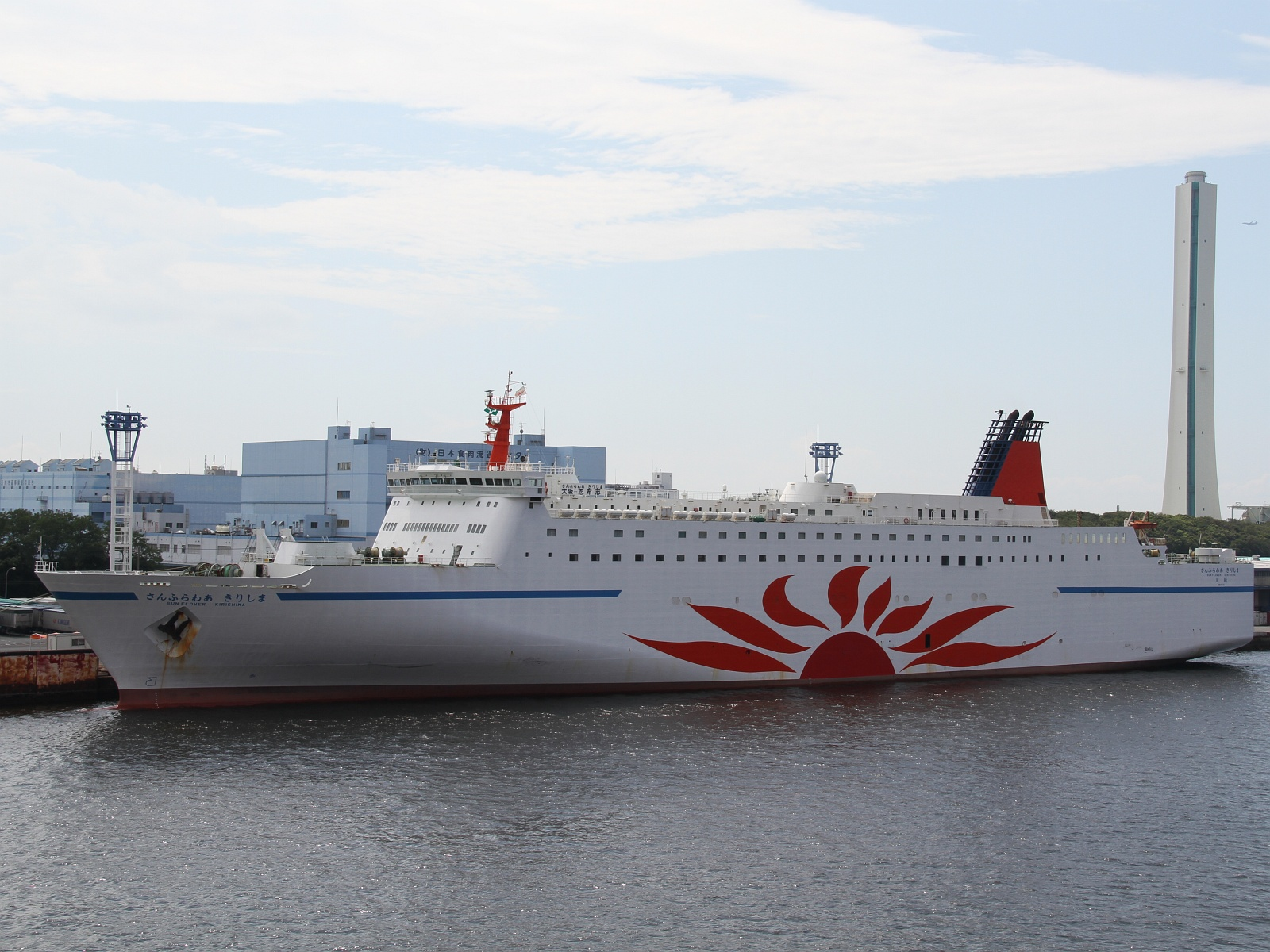
「さんふらわあ きりしま（初代）」 - 大阪南港

- 大阪 - 小豆島航路（大阪港 南港コスモフェリーターミナル - 坂手港、旧 関西汽船）
  - 2011年夏季をもって休止[32]。
  - 就航船：さんふらわあ あいぼり・さんふらわあ こばると
- 小倉 - 松山航路（小倉砂津港フェリーターミナル - 松山観光港ターミナル、旧関西汽船 2011年 - 2013年3月31日[33]）
  - 2011年4月1日より松山・小倉フェリーが同航路を継承[34]。
  - フェリーくるしま
1986年6月竣工、1987年4月27日関西汽船に就航。4,277総トン、航海速力18.0ノット（最大21.6ノット）。
  - フェリーはやとも2
1986年6月竣工、1987年9月23日関西汽船に就航、2003年改造。4,238総トン。航海速力18.0ノット（最大21.5ノット）。

いずれも、全長119.0m、幅21.0m、出力11,200馬力。旅客定員530名。車両積載数：トラック73台・乗用車41台。新来島どっく大西工場建造。
- 大阪 - 志布志航路
  - さんふらわあ さつま (2代)
1993年3月15日竣工、同月24日就航、1997年改造。12,415総トン、航海速力23.3ノット（最大25.7ノット）。
2008年1月のドック入りの際、ファンネルマークが「Dマーク」に変更され、更にその後さんふらわあオレンジ（船体側面のサンマークにおけるフレア部分の色）に塗装され、Dマークは姿を消した。
2018年4月に3代目さんふらわあ さつま就航に先立ちさんふらわあ さつま1に改名し5月17日からは「さんふらわあ ぱーる」長期運休の代替として神戸 - 別府の臨時航路にて8月26日まで運航し、その後輸出された。
  - さんふらわあ きりしま (初代)
1993年8月26日就航、1997年改造。12,418総トン、航海速力23.5ノット（最大25.5ノット）。
2018年10月2日よりさんふらわあ きりしま1に改名し新造船の整備運休に伴う代船として運航し12月16日に引退。

いずれも、全長186m、幅25.5m、出力34,200馬力。旅客定員782名。車両積載数：トラック175台・乗用車140台。
三菱重工業下関造船所建造。船籍港は東京から後に大阪に変更された。
- 大阪 - 別府航路
  - さんふらわあ あいぼり
1997年3月竣工、同年12月6日就航。航海速力22.4ノット（最大24.8ノット）、9,245総トン、全長153.0m、幅25.0m、出力27,000馬力。
旅客定員710名（平水1,050名）。車両搭載数：トラック100台・乗用車100台。三菱重工業下関造船所建造。
かつて運航されていた小豆島季節便にも就航していた。
後継船「さんふらわあ くれない」就航に伴い2023年1月12日別府発便をもって引退。
  - さんふらわあ こばると
1997年6月竣工、1998年4月8日就航。以下「さんふらわあ あいぼり」と同じ。
後継船「さんふらわあ むらさき」就航に伴い2023年4月13日別府発便をもって引退。

## 利用促進策
2011年2月、客離れを防止するため往復とも船中泊の0泊3日プラン「弾丸フェリー」を神戸 - 大分、大阪 - 別府・志布志の各航路で販売開始した。サッカーワールドカップで人気を集めた「弾丸ツアー」をヒントに企画され、滞在時間が限られるといった制約はあるものの、最も安い場合は往復1万円という運賃が人気を呼んで2013年時点で利用者全体の2 - 3割を占めているとされる。その後2023年以降は往路を通常料金・往路乗船日の復路を半額とする形で展開している。
2011年には阪神・別府航路の開設100周年を記念したキャンペーンを行いスタンプラリーの開催、レストランの記念メニューの提供、オリジナルグッズの販売、10月8日には大阪発別府行きで1975年の昼行便廃止以来36年ぶりに別府航路の昼行運航を行う「よみがえる昼の瀬戸内航路」などを行った。なお100周年キャンペーン後も年4回の頻度で「昼の瀬戸内感動クルーズ」と題して神戸→大分間での昼間運航を行い、2020年には「昼の瀬戸内海カジュアルクルーズ」へ改題しての開催を計画したものの、同年からの新型コロナウイルス対策による一時設定中止を経て2022年より新タイトルで再開。
2019年5月にはフェリーさんふらわあ設立10周年を記念し大阪→志布志間でのワンナイト運航を実施。
2012年9月には、昭和の町がある大分県豊後高田市の協力でさんふらわあぱーるの船内に「昭和レトロなお部屋」を再現し、乗船者は無料で見ることができた。なお、好評だったため、2013年1-3月、5月-7月にも実施されている。
2013年6月1日からは、神戸 - 大分、大阪 - 別府・志布志（志布志航路は2018年まで）の各航路で「くまモン」、神戸 - 大分、大阪 - 別府の各航路で「ハローキティ」のキャラクタールームを設置。カーテン、シーツ、クッションなどがキャラクターを描いたものになっている。また、2014年から2018年には大阪 - 志布志航路で「ぐりぶーとさくらの仲良しルーム」を設置していた。
高速バスとの連携も行われており、志布志港では鹿児島交通「さんふらわあライナー」（志布志 - 鹿児島中央駅 - 鹿児島港南ふ頭）と接続し、フェリー乗船客は無料乗車が可能となっている。
なお、過去に大分港では「パシフィックライナー」（大分-宮崎線）と接続する施策があった（西大分港前の「王子港町」バス停にて、西大分港到着に合わせて宮崎行き2便、西大分港出港に合わせて大分（王子港町）行き1便が接続）が、2021年に当該バス路線が廃止になったため打ち切られた。